# Yoshinogawa
Yoshinogawa (jap. 吉野川市 Yoshinogawa-shi) – miasto w Japonii, na wyspie Sikoku (Shikoku)Yoshinogawa city, w prefekturze Tokushima.
Miasto Yoshinogawa powstało 1 października 2004 roku w wyniku połączenia miejscowości: Kamojima, Kawashima i Yamakawa oraz wsi Misato (wszystkich z powiatu Oe).
Rzeka Yoshino tworzy północną granicę miasta.

## Populacja
Zmiany w populacji terenu miasta w latach 1970–2015:
| Rok  | Populacja |
| ---- | --------- |
| 1970 | 46 256    |
| 1975 | 46 982    |
| 1980 | 48 677    |
| 1985 | 49 302    |
| 1990 | 48 938    |
| 1995 | 48 383    |
| 2000 | 46 794    |
| 2005 | 45 782    |
| 2010 | 44 034    |
| 2015 | 41 487    |